# St. Bartholomäus (Hittenkirchen)

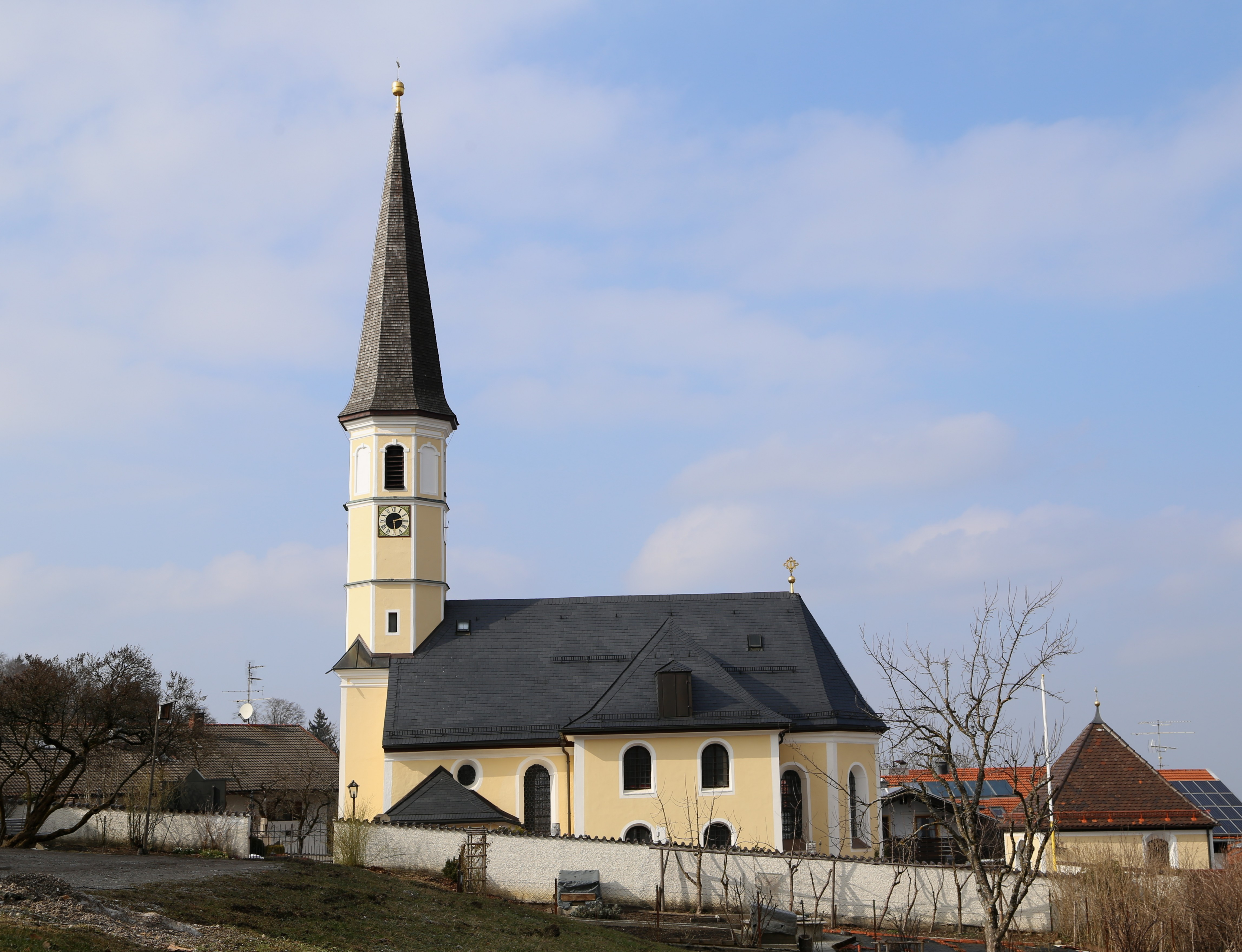
St. Bartholomäus in Hittenkirchen

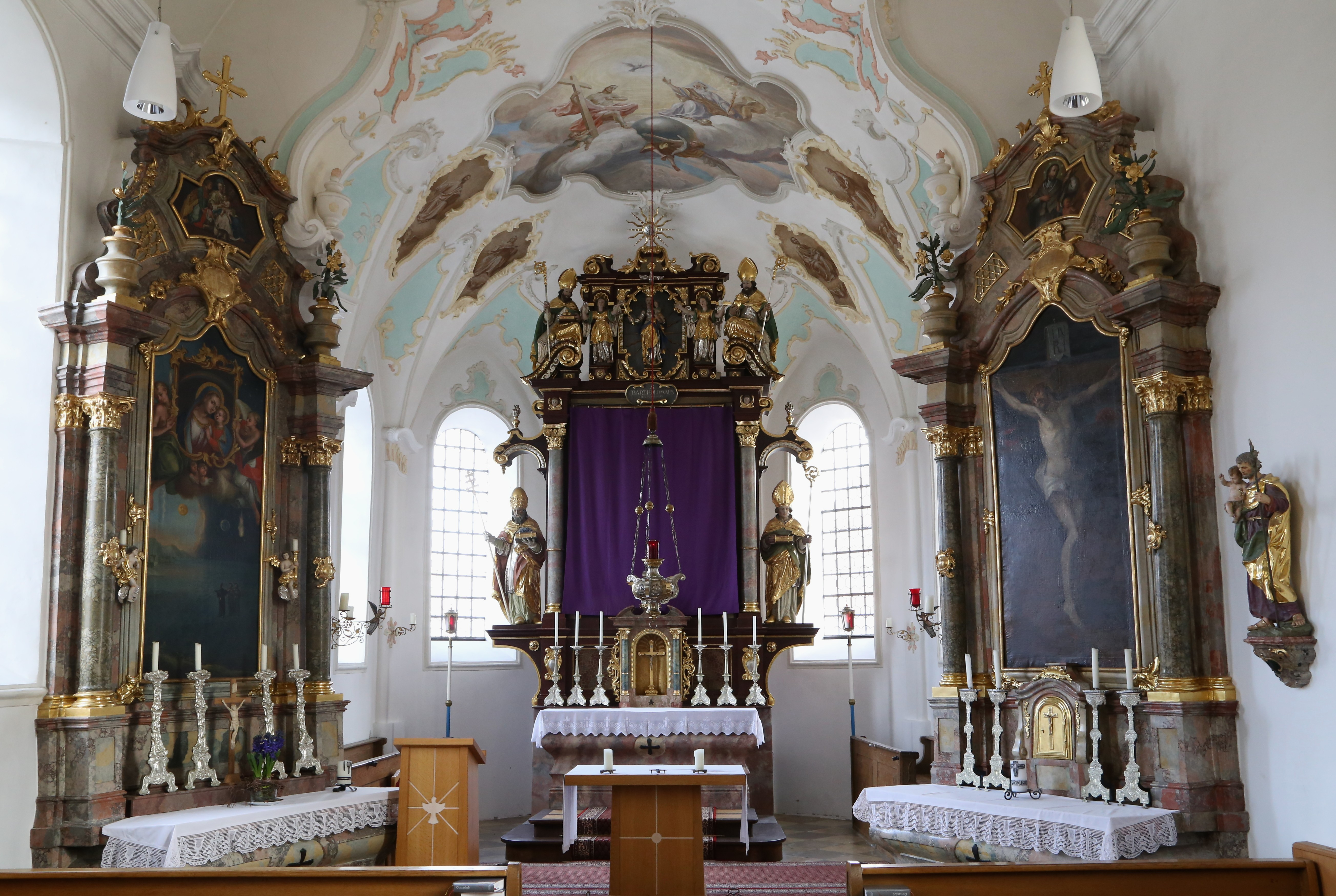
Innenansicht

Die römisch-katholische Filialkirche St. Bartholomäus steht in Hittenkirchen, einem Gemeindeteil von Bernau am Chiemsee im oberbayerischen Landkreis Rosenheim. Das Bauwerk ist in der Liste der Baudenkmäler in Bernau am Chiemsee als Baudenkmal unter der Nr. D-1-87-118-25 eingetragen. Die Kirche gehört zum Pfarrverband Westliches Chiemseeufer im Dekanat Rosenheim des Erzbistums München und Freising.

## Beschreibung
Die im Kern romanische Saalkirche mit spätgotischem Chor wurde Mitte des 17. Jahrhunderts barock ausgebaut und 1760 umgestaltet. Sie besteht aus dem Langhaus, dem dreiseitig geschlossenen Chor im Osten und dem 1701 angefügten Kirchturm auf quadratischem Grundriss im Westen. Die achteckigen Obergeschosse des Turms enthalten den Glockenstuhl und die Turmuhr, der spitze Helm stammt aus dem Jahr 1851. Ein Vorzeichen wurde 1718 an der Südwand des Langhauses angebaut.
Der Innenraum des Langhauses ist mit einem Tonnengewölbe auf einem durchlaufenden Gesims überspannt, der des Chors mit einem Stichkappengewölbe, das sich über Pilastern erhebt. Der Stuck wurde 1738 von Johann Baptist Zimmermann eingebracht. Der Hochaltar wurde 1953 unter Verwendung alter Teile von 1652 wieder aufgestellt. Er wird flankiert von den Skulpturen des Urban I. und des Ulrich von Augsburg. Im Altarauszug ist die Muttergottes dargestellt.